# Маунт-Кармел (Пенсільванія)
Маунт-Кармел (англ. Mount Carmel) — місто (англ. borough) в США, в окрузі Нортамберленд штату Пенсільванія. Населення — 5725 осіб (2020).

## Географія
Маунт-Кармел розташований за координатами 40°47′45″ пн. ш. 76°24′43″ зх. д. / 40.79583° пн. ш. 76.41194° зх. д. (40.795892, -76.412037).  За даними Бюро перепису населення США в 2010 році місто мало площу 1,70 км², уся площа — суходіл.

## Демографія
Згідно з переписом 2010 року, у селищі мешкали 5893 особи в 2732 домогосподарствах у складі 1523 родин. Густота населення становила 3465 осіб/км².  Було 3535 помешкань (2079/км²).
Расовий склад населення:
| - 97,3 % — білих - 0,6 % — чорних або афроамериканців - 0,4 % — азіатів - 0,2 % — корінних американців |

До двох чи більше рас належало 0,8 %. Частка іспаномовних становила 1,5 % від усіх жителів.
За віковим діапазоном населення розподілялося таким чином: 20,0 % — особи молодші 18 років, 59,7 % — особи у віці 18—64 років, 20,3 % — особи у віці 65 років та старші. Медіана віку мешканця становила 44,0 року. На 100 осіб жіночої статі у селищі припадало 92,9 чоловіків;  на 100 жінок у віці від 18 років та старших — 89,3 чоловіків також старших 18 років.
Середній дохід на одне домашнє господарство  становив 43 245 доларів США (медіана — 32 025), а середній дохід на одну сім'ю — 55 803 долари (медіана — 41 399). Медіана доходів становила 40 565 доларів для чоловіків та 31 056 доларів для жінок. За межею бідності перебувало 18,1 % осіб, у тому числі 28,2 % дітей у віці до 18 років та 8,1 % осіб у віці 65 років та старших.
Цивільне працевлаштоване населення становило 2179 осіб. Основні галузі зайнятості: освіта, охорона здоров'я та соціальна допомога — 32,7 %, виробництво — 13,8 %, роздрібна торгівля — 12,4 %.